# 千代田市構想
千代田市構想（ちよだしこうそう）とは、東京都千代田区を特別区から市に移行する構想。

## 概要
東京都の事実上の内部機関ともいうべき特別区の千代田区は、東京都と対等な立場であるべきだという論理。
市は、普通市・中核市・政令指定都市などに分類されるが、当初は最低限の権限保有を目指すものである。しかし、東京23区特有の税収システム（例：都区財政調整制度,
固定資産税などの市町村税を都が徴収、ほか）などから他の22区が猛反発しており、構想倒れになりつつある。また、2014年では推計人口が市制要件の5万人を超えてはいるものの、オフィス街が多い千代田区では夜間人口が非常に少ない。
2019年、 石川雅己千代田区長は23区の首長としてはまだまだ不満が多い、として未だ特別区制度に疑義を呈している。